# 38e division d'infanterie (Allemagne)
Pour les articles homonymes, voir 38e division.
La  38e division d'infanterie  est une des divisions d'infanterie de l'armée allemande (Wehrmacht) durant la Seconde Guerre mondiale.

## Création
La 38e division d'infanterie est créée en juillet 1942, c'est le général Friedrich-Georg Eberhardt qui commande la division.

## Composition
- 108e régiment d'infanterie (Allemagne)
- 112e régiment d'infanterie (Allemagne)
- 138e régiment d'artillerie (Allemagne)
- 138e régiment de reconnaissance
- 138e régiment de génie
- 138e régiment de support de troupes

## Théâtres d'opérations
En 1942, elle est transférée à Saint-Nazaire en France occupée.
En 1943, elle est transférée sur le Front de l'est.
Elle subit de lourdes pertes durant la Bataille du Dniepr et a officiellement cessé d'exister le 14 novembre 1943. Les membres survivants de la division ont été transférés à la 276e division d'infanterie (Allemagne).